# Jens Todt
Jens Todt (* 5. leden 1970, Hameln) je bývalý německý fotbalista. Hrával na pozici záložníka.
S německou reprezentací získal zlatou medaili na mistrovství Evropy 1996, když byl dodatečně povolán těsně před finálovým zápasem s Českou republikou – do něhož ale nakonec nezasáhl. Celkem za národní tým odehrál 3 utkání.
S Werderem Brémy vyhrál v sezóně 1998/99 německý pohár.
Po skončení hráčské kariéry působil jako fotbalový funkcionář, byl mj. sportovním ředitelem v klubu VfL Bochum, v současnosti působí na této pozici v Karlsruher SC.